# Carpo (Hores)
D'acord amb la mitologia grega, Carpo (en grec antic: Καρπώ) va ser una de les Hores.
Li correspon l'estació dels fruits. Era l'encarregada de la temporada de la sega i la collita, així com de guardar el camí que duia al Mont Olimp. Atenia a Persèfone, Afrodita i Hera, i també era sovint associada amb els déus Dionís, Apol·lo i Pan.